# Atimia chinensis
Atimia chinensis là một loài bọ cánh cứng trong họ Cerambycidae.